# Katrin Zimmermann
Katrin Zimmermann, auch Kathrin Zimmermann, (* vor 1980) ist eine deutsche Synchronsprecherin und Schauspielerin.

## Karriere
In ihrer Tätigkeit als Synchronsprecherin sprach Katrin Zimmermann seit 1994 zahlreiche Rollen, unter anderem die Joyce in Nightwatch – Nachtwache, Goei in der Ecchi-Serie Dragon Girls, die Schwester Onee in Eden of the East sowie Viletta Nu in der Mecha-Hitserie Code Geass. Zimmermann lieh zudem der mörderischen Roberta in Black Lagoon, Haruka Urashima in der romantischen Komödie Love Hina und dem digitalen Wesen Gatomon in Digimon ihre Stimme. Neben vielen verschiedenen Anime-Rollen synchronisierte sie auch schon einige US-amerikanische Schauspielerinnen, wie zum Beispiel Kathryn Hahn, Debra Messing und Marg Helgenberger. 2012 hörte man Zimmermann als Synchronsprecherin von Catherine Dent in der Rolle der Abigail Kelsey in Touch.

## Sprechrollen (Auswahl)
Karin Viard
- 1997: Ich versteh’ nicht, was man an mir findet als Monica
- 2000: Die Sache mit dem Sex & der Liebe als Eve
- 2005: Wie in der Hölle als Céline
- 2008: So ist Paris als Bäckerin
- 2011: Familientreffen mit Hindernissen als Albertine (erwachsen)

Kathryn Hahn
- 2003–2008: Crossing Jordan – Pathologin mit Profil (Fernsehserie) als Lily Lebowski
- 2008: Stiefbrüder als Alice Huff
- 2010: Woher weißt du, dass es Liebe ist als Annie
- 2016: Happyish (Fernsehserie) als Lee Payne

### Filme
- 1989: City Hunter: Magnum with Love and Fate – Mari Okamoto als Nina Steinberg
- 1996: City Hunter: The Secret Service – Keiko Toda als Rosa Martinez
- 2000: Digimon Adventure – Edie Mirman als Gatomon/Angewomon
- 2000: Nurse Betty – Tia Texada als Rosa Hernandez
- 2005: xxxHOLiC – Ein Sommernachtstraum – Sayaka Oohara als Yuuko Ichihara
- 2005: Tsubasa Chronicle: Die Prinzessin des Vogelkäfiglandes – Sayaka Oohara als Yuuko Ichihara
- 2006: Maison Ikkoku – Yuuko Mita als Akemi Roppongi
- 2007: Ein Sommer mit Coo – Naomi Nishida als Yukari Uehara
- 2007: My Blueberry Nights – Cat Power als Katya
- 2007: Nanny Diaries – Alison Wright als Bridget
- 2007: Utena – The Movie – Kotono Mitsuishi als Juri Arisugawa
- 2008: Der Andere – Amanda Drew als Joy
- 2008: Nur über ihre Leiche eine immliche erlobt und – Lake Bell als Ashley
- 2008: The Women – Von großen und kleinen Affären – Debra Messing als Edie Cohen
- 2009: Eden of the East: Air Communication – Kimiko Saito als Onee (Schwester)
- 2009: Wonder Woman – Marg Helgenberger als Hera
- 2009: Year One – Aller Anfang ist schwer – June Diane Raphael als Maya
- 2010: Iron Man 2 – Olivia Munn als Chess Roberts
- 2011: Lachsfischen im Jemen – Rachael Stirling als Mary Jones
- 2013: Inuk – Elisabeth Skade als Inuks Mutter
- 2014: X-Men: Zukunft ist Vergangenheit – Halle Berry als Ororo Munroe/Storm
- 2014: Gone Girl – Das perfekte Opfer – Carrie Coon als Margo Dunne
- 2015: Maze Runner – Die Auserwählten in der Brandwüste – Lili Taylor als Mary
- 2015: Familie zu vermieten – Virginie Efira als Violette Mandini
- 2016: Inferno – Sidse Babett Knudsen als Dr. Elizabeth Sinskey
- 2017: Guardians – Valeriya Shkirando als Mayor Elena Larina
- 2019: Stiller Verdacht – Géraldine Pailhas als Sophie Lancelle
- 2017: Schneemann – Genevieve O’Reilly als Birte Becker

### Serien
- 1998: Mummies Alive – Die Hüter des Pharaos – Cree Summer als Nefertina
- 2000: Digimon – Yuka Tokumitsu als Salamon/Gatomon/Angewomon/Nefertimon
- 2001: Digimon 02 – Yuka Tokumitsu als Salamon/Gatomon/Angewomon/Nefertimon
- 2003–2008: Alias – Die Agentin – Merrin Dungey als Francine Calfo
- 2004–2011: The Shield – Gesetz der Gewalt – Catherine Dent als Officer Danielle „Danny“ Sofer
- 2005–2007: Stargate – Kommando SG-1 – Claudia Black als Vala Mal Doran
- 2006: The L Word – Wenn Frauen Frauen lieben – Karina Lombard als Marina Ferrer
- 2006–2007: Lost – Kim Dickens als Cassidy
- 2006–2010: The Closer – Gina Ravera als Det. Irene Daniels
- 2007: Desperate Housewives – Meeghan Holaway als Elizabeth
- 2007: Black Lagoon – Michie Tomizawa als Roberta
- 2007: Dragon Girls – Kikuko Inoue als Goei
- 2007: Gundam Seed – Kotono Mitsuishi als Murrue Ramius
- 2007: Love Hina – Megumi Hayashibara als Haruka Urashima
- 2007: Tsubasa Tokyo Revelations – Sayaka Oohara als Yuuko
- 2007–2009: Numbers – Die Logik des Verbrechens – Diane Farr als Megan Reeves
- 2007–2014: Brothers & Sisters – Rachel Griffiths als Sarah Walker Whedon
- 2007–2015: Psych – Kirsten Nelson als Karen Vick
- 2008: Ghost Whisperer – Stimmen aus dem Jenseits – Mandy June Turpin als Karen Benzing
- 2008: Boston Legal – Saffron Burrows als Lorraine Weller
- 2008: CSI: Vegas – Karina Lombard als Pippa Sanchez
- 2008: Dead Like Me – So gut wie tot – Rebecca Gayheart als Betty Rhomer
- 2008: Law & Order – Catherine Dent als Dena Carter
- 2008: Ikki Tousen: Great Guardians – Kikuko Inoue als Goei
- 2008: ×××HOLiC – Sayaka Oohara als Yuuko Ichihara
- 2008–2010: The Wire – Sonja Sohn als Det. Shakima „Kima“ Greggs
- 2009: Ghost Whisperer – Stimmen aus dem Jenseits – Lesli Kay als Suzanne Zale
- 2009: Eleventh Hour – Einsatz in letzter Sekunde – Marley Shelton als Rachel Young
- 2009: Kämpfer – Kaori Nazuka als Shizuku Sango
- 2010: Ghost Whisperer – Stimmen aus dem Jenseits – Catherine Dent als Laura Bradley
- 2010: FlashForward – Kim Dickens als Kate Stark
- 2010: Ugly Betty – Rebecca Gayheart als Jordan Dunn
- 2010: Zone of Separation – Michelle Nolden als Captain Sean Kovacs
- 2010: The Forgotten – Die Wahrheit stirbt nie – Heather Stephens als Lindsey Drake
- 2010–2011: Criminal Intent – Verbrechen im Visier – Saffron Burrows als Detective Serena Stevens
- 2010–2014: Leverage – Beth Riesgraf als Parker
- 2011: Grey’s Anatomy – Diane Farr als Lila Davis
- 2011: Navy CIS – Catherine Dent als Former NCIS Special Agent Whitney Sharp
- 2011: Ugly Betty – Nadia Dajani als Denise Ludwig
- 2012: Bones – Die Knochenjägerin – Saffron Burrows als Ike Latulippe
- 2012: Dexter – Mariana Klaveno als Carissa Porter
- 2012: Dr. Dani Santino – Spiel des Lebens – Nadia Dajani als Margo Ciccero
- 2012: Touch – Catherine Dent als Abigail Kelsey
- 2012: Star Wars:The Clone Wars – Rajia Baroudi als Königin Miraj Scintel
- 2012–2014: Treme – Kim Dickens als Janette Desautel
- 2012–2017: Saving Hope – Michelle Nolden als Dr. Dawn Bell
- 2013: Grey’s Anatomy – Constance Zimmer als Dr. Alana Cahill
- 2013: Puella Magi Madoka Magica – Yuuko Gotou als Junko Kaname
- 2014: Californication – Maggie Wheeler als Ophelia
- 2014: American Horror Story (Staffel 4) – Amazon Eve als Eve
- 2014–2016: Penny Dreadful – Eva Green als Vanessa Ives
- 2015: Tokyo Ghoul – Rie Kugimiya als Juuzou Suzuya
- 2015–2019: Occupied – Die Besatzung – Ane Dahl Torp als Bente Norum
- 2016–2022: Bull (Fernsehserie) – Yara Martinez als Isabella „Izzy“ Colón
- 2016: Homeland – Miranda Otto als Allison Carr
- 2016: American Horror Story (Staffel 6) – Adina Porter als Lee Harris
- 2017: 24: Legacy – Miranda Otto als Rebecca Ingram
- seit 2017: Zimmer 108 – Inge Paulussen als Kristel Brouwers
- 2018–2019: Marvel’s Cloak & Dagger – Andrea Roth als Melissa Bowen
- 2021–2023: Grey’s Anatomy – Kate Walsh als Dr. Addison Montgomery (3. Stimme)
- 2023: What If…? – Keri Tombazian als Dr. Wendy Lawson/Mar-Vel
- seit 2025: High Potential – Judy Reyes als Selena Soto